# Traité de Payne's Landing

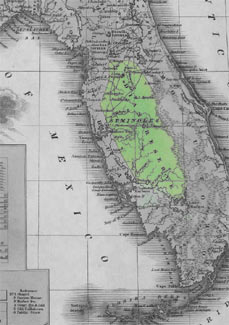
Territoire Séminole en Floride dans les années 1830.

Le traité de Payne's Landing (en anglais : Treaty of Payne's Landing ou Treaty with the Seminole, 1832) est un accord qui fut signé le 9 mai 1832 entre le gouvernement des États-Unis et plusieurs chefs séminoles sur un territoire constituant aujourd'hui l'État de Floride. Par le traité de Moultrie Creek en 1823, les Séminoles avaient abandonné toute prétention sur le Territoire de Floride en échange d'une réserve située au centre de la péninsule de Floride, et de certains dédommagements, fournitures et services qui leur seraient fournis par le gouvernement américain durant vingt ans. Après l'élection d'Andrew Jackson à la présidence des États-Unis en 1828, l'opinion selon laquelle tous les Amérindiens des États-Unis devaient être transférés à l'ouest du Mississippi, prit de l'importance, et en 1830 le Sénat des États-Unis vota l'Indian Removal Act.
Déterminé à déporter les Séminoles vers l'ouest, le département de la Guerre des États-Unis donna mandat à James Gadsden de négocier, avec eux, un nouveau traité. Au printemps 1832 les Séminoles de la réserve furent conviés à une réunion à Payne's Landing sur la rivière Ocklawaha. Les négociations furent conduites dans le plus grand secret. Aucune minute ne fut prise et aucun rapport ne fut publié sur la teneur des négociations. Ce qui allait conduire aux troubles qui suivirent et à la guerre.